# 孔庆东
孔庆东（1964年9月22日—），自称孔和尚（和尚原意是老师），汉族人，出生于黑龙江哈尔滨，祖籍山东费县，中国学者，北京大学文学博士，现任北京大学中文系教授。中国共产党党员。
曾为1989天安门学潮的学生领袖，自称孔子和平獎發起人及評委，在2010年代初以具爭議性的言論，如极端仇视“西方资本主义自由化”思想而受到注意。

## 生平

### 早年生涯
1964年，孔庆东出生于哈尔滨一个工人阶级家庭，童年在文革中度过。
1983年，孔庆东自哈尔滨市第三中学毕业，考入北京大学中文系，后随北大中文系钱理群教授读硕士，随严家炎教授读博士。

### 六四事件
1989年，孔庆东在4月25日之后参加了六四事件，并當選北大學運籌委會第四任召集人，数日后因其他学生领袖不满其对校党委唯命是从而被改选下台。
六四事件後遭到清算，被剝奪念博士的資格，1990年被發配到北京市第二中学任教，幾年後重返北大繼續學業，1996年获博士学位并留系任教。

### 立场转变
据北大中文系同窗余杰回忆，博士毕业之初的孔庆东仍然主张自由民主，是大學生追捧的青年才俊和敢言知識分子，两人曾結伴赴十多所大學演講和簽名售書。但余杰认为，孔庆东其实更在意的是功名利禄，自由民主只是幌子。不久之后，余杰、孔庆东、摩罗等“黑马”都遭到中宣部的封杀，当时参与编辑一套给中小学学生的课外读物《新语文读本》，出版社不准三人署名。随后，孔庆东由钱理群教授赞许的“精神界战士”变成毛主义者和朝鲜粉。
2004年10月31日，孔庆东在北航西门对面乌有之乡书吧讲座，在答问环节，批判《往事并不如烟》称当年反右是正确的，不应翻案。

### 推崇朝鲜
2008年11月14日，当时南方报业旗下的《新京报》文化版编辑徐来发表文章《传孔庆东被拘审查》，称孔庆东因组织“北大主体思想学习小组，为朝鲜提供情报被警方带走”。2009年2月14日，当徐来在朝阳区万达广场举办新书《想象中的动物》读者见面会时，被孔庆东的助理杨春持刀刺成重伤。杨春以故意伤害罪判处有期徒刑4年6个月。南方报网同时称孔庆东对于杨春刺伤徐来一事并不知情。
2010年，孔庆东批评韩国，推崇朝鲜的制度和金正日的「主体思想」，称“没有伟大的领袖和劳动党，没有强大的人民军，没有宁死不屈的民族骨气和奋发忘我的劳动热情，早都死绝了。”他的《独立韩秋》一书在韩国政府要求下遭禁，随后改名《匹马西风》重新出版。在书中孔庆东指朝鲜人民沒有捱餓，其說法遭炮轟不盡不實。於2012年中期，孔慶東於其微博 （页面存档备份，存于）中讚揚北韓是個學習型國家。重視教育，反指「日本人雖然也滿大街看書，但看的多是漫畫，而且八成是色情漫畫」。
2010年2月，孔庆东在第一视频（v1.cn）节目中对新闻“英媒曝朝鲜为金正恩建造豪宅办公室”的评论中称“刚从朝鲜回来，朝鲜人民没有挨饿”，并且中国人也“从60年代到现在吃得好好的，红光满面的”，该新闻是“帝国主义”和“狼”对北朝鲜领导人的妖魔化和丑化，并指责当代中国人“不要脸”，没有资格去“跟着帝国主义批评自己的一个兄弟国家”。孔在节目中还当着电视观众的面批评该栏目主持人石菲犯了错误，要求其做“深刻的反思”。

### 辱罵新加坡人
2011年6月，孔慶東在網絡電視評論節目中，兩次辱罵新加坡記者是婊子，说“對新加坡婊子們沒什麼好客氣的，你們那些婊子們不是鼓吹民主自由嗎”，又说“新加坡人很無知，基本上甚麼都不知道”，引發當地報章大篇幅報導。
此事於發生孔慶東辱罵港人事件後被重新翻出，很多新加坡網友群起攻之，指他滿口髒話，不符合其教授身份，与鲁迅同期被一些造谣抹黑者提高为“教授”而不回应就是目中无人、回应就是斤斤计较的伎俩同出一辙。

### 辱骂南方系记者
2011年11月7日下午，孔在其新浪官方认证微博上声称，之前在拒绝《南方人物周刊》采访时爆粗口“一分钟前，汉奸刊物《南方人物周刊》电话骚扰要采访我，态度很和气，语言很阴险。孔和尚斩钉截铁答复了一个排比句：去你妈的！滚你妈的！操你妈的！”
随后，遭辱骂的记者曹林华接受《济南时报》的采访，指出孔庆东并没有在电话中说出上述排比句，只是在微博中夸大了用語，並认为孔庆东的性格具有理性和表演性的两面性。此事引发了媒体和一些公共知识分子的批评。但是相当多网民表达了对孔庆东的支持，比如凤凰网举行的网络调查中目前得到了多数投票者的支持。孔庆东事后说，他的“三骂”不过“是个火力侦察”，有意让“汉奸媒体”对他“ 进行‘反革命围剿’”，让他们“自我暴露”。

### 辱骂香港人
2012年1月19日，孔庆东於中国第一視頻網絡電視台《孔和尚有話說》節目中，對香港網上一段內地兒童於香港港鐵車廂進食的短片作出評論。孔庆东認為港人過去受到殖民主義影響，自我身分優越，在約6分半鐘長的節目中，說了3次「香港很多人是狗」。隨即引起许多香港人强烈不满，同时也引发了一些内地网友的指责，质疑其作为北京大学教授的素质。
另一方面，孔庆东亦談及到本港的殖民地歷史及法治制度，他表示“很多香港人不认为自己是中国人，总是开口就说我们香港啦，你们中国啦……这种人給人家英國殖民者當走狗當慣了，到現在都是狗，你們不是人。我知道香港人有很多是好人，但也有很多香港人，至今都是狗。”另外，他又認為香港的法治制度是英國殖民時代的遺留物，並把以上提到的一类香港人比作朝鮮籍日本兵、台灣籍日本兵。他說：「凡是用法治維持起來的秩序，說明你們的人沒有素質、沒有自覺……一個字：賤。」
1月21日，面对南方报系等媒体的质疑，孔庆东接受第一視頻電話訪問時，解释道：“我說過（所有）香港人是狗嗎？沒有！”又说“我甚麼時候說過不說普通話的就是王八蛋？......你用對方不懂的話去侮辱對方就是王八蛋！”此外，孔庆东指出是这些媒體歪曲其言論，斷章取義，故意炒作、抹黑他，“特別是過年的時候，就有一些言論，破壞香港跟內地的關係”。他對媒體的報道手法感到遺憾及要求道歉，又強調自己只是罵部分香港人是狗，而他也曾罵北京人、上海人是狗，“我說哪裏都有一部份人是狗，北京也有一部份是狗”。他稱不少內地人到香港旅遊時遭到不禮貌的對待，認為自己只是批判事實，是為了香港人好。孔慶東又在微博中寫到﹕「假如真有一個人說『香港人是狗』，那這個人應該道歉。而這句話恰好是南方報系說的，所以我鄭重要求南方報系向我並同時向香港人民道歉。支援南方報系認罪的舉手！」

### 批评台湾选举
2012年1月下旬，孔庆东在电视评论节目上中嘲讽台湾选举是假民主，说马英九在总统选举中得票只不过600万是“微弱胜出”，“连半个北京都不如”；他表示没看见马英九执政四年来台湾有什么进步，他还嘲讽台湾总统大选是人们只顾着在电视上看热闹的“选举电视剧”。民主进步党稱孔只会讨好共产极权，而没有一点学术良心；中国国民党認為台湾选举获得了世界肯定。一些台湾网友认为“孔狭隘的认知程度令人惊讶，其偏激言论只显示出他一点也不了解台湾民主。”

### 力挺薄熙来
受到王立军事件影响，2012年3月15日，中共重庆市委书记薄熙来被免职，孔庆东在电视评论节目上说这是“反革命政变”，是“汉奸卖国贼”的做法，倡议为薄鸣不平，质问“你为薄熙来做了什么？”
2012年3月20日，第一視頻網的《孔慶東有話說》评论节目突然停播，相关视频被删除。而第一視頻在網站刊出通告稱﹕「近期各地網友反映無法收看直播節目，為滿足廣大網友需求，第一視頻進行直播技術與設備升級，在此期間部分直播節目暫停播出，播出時間另行通知。」該網工作人員向记者證實，暫停播出的只有孔慶東這一個節目。被外界认为与3月15日在该节目中力挺薄熙来煽动大家挺薄的说话所导致。

### 辱骂纳税人
2012年一次节目中，孔庆东支持地方政府花上百亿修建红色主题公园，对以纳税人身份质疑和反对修建公园的人破口大骂：“我们的老百姓大部分都是被汉奸忽悠的人！你是纳税人，我也是纳税人！你纳税是应该，不纳税给我滚蛋！纳税人怎么了？纳税人就能指挥政府了吗？你他妈是什么玩意，我滚你妈的蛋！”

## 事件

### 辱骂网友被起诉
2012年5月6日，孔庆东在微博上发表博文《立春过后是立夏》，中国劳动关系学院学生关凯元称文中包括的一首七律“格律不对……好歹孤仄孤平不该犯”，孔庆东回复“你就是个狗汉奸……我看你妈又孤又平”。关凯元遂向法院起诉孔庆东。2013年，海淀法院一审判决孔庆东在一家全国发行的报刊公开道歉，并赔偿精神抚慰金200元、给付公证费1000元。

### 講述“六四真相”
2014年5月23日，一名自称是当年参与六四事件镇压的“中央警卫队警卫”在孔庆东的新浪微博上留言，表示当时政府的做法是为了维护社会稳定而采取的正当举措。孔庆东随即还击：“胡说，根本没有暴乱。是你们血腥开枪扫射人民群众后，反过来栽赃陷害！你能举出一个实施暴乱的大学生名字吗？”又说“你不了解情况就胡说，你对不起惨死的数百爱国民众，也对不起冤死的那几个解放军战士。”
孔庆东还即兴透露了当时的其他情况，如“烧军车是不知道身份的人干的，学生还扭送了一些打砸抢分子交给警察”、“4月底美国势力就已渗透进来”、“有学生领袖已被美国收买，一心希望屠杀的发生”、“有领导谎报军情，夸大事态，事实上5月底学运已成强弩之末”、“特务们用墨水玷污毛主席像想嫁祸学生，结果被学生现场抓获扭送派出所”、“5月20日北大学生和北京市民英勇出击，将人民解放军主力野战部队，阻滞于三环四环以外”等。
同年6月，孔庆东接受新闻媒体记者现场采访并拍摄录像，该采访录像在多维新闻网首发。采访中孔庆东作为六四事件的参与者，在对封从德、王丹、柴玲、吾尔开希等多位民运人士进行了评价的同时，还揭露了一些鲜为人知的六四事件的细节。该采访视频在多维首发后引起了比较大反响和一些解读，各大新闻媒体香港《經濟日報》。

### 起诉南京电视台被驳回
“到底是教授还是野兽？”南京电视台主持人、名嘴吴晓平在《听我韶韶》栏目中，就涉及北京大学教授孔庆东的一起案件进行了评论，之后被孔庆东诉至法院，索赔20万元。2014年12月17日，北京市海淀区人民法院官方微博通报了这起案件，一审驳回孔庆东的诉讼请求。《中青报》12月19日发表文章：“不愿容忍舆论批评的孔庆东败诉了”。

### 微博被禁言
2022年8月，孔庆东的社交賬號被禁言。2023年1月5日，新浪微博发布消息，對排查到的12854條攻擊專家學者等違規內容予以處置，其中包括孔庆东。

## 家世
根据《孔子世家谱》，孔庆东是孔子七十三代孙，属大宗户三支，十八世祖是袭封衍圣公孔讷第四子孔公镗。然而根据余杰的说法，孔的一個同班同學透露，孔庆东有一次其酒後吐真言，原來根本不姓孔，而是一個棄嬰，孔只是其養父之姓。

## 外界评价
孔庆东对武侠小说较有研究，在一定程度上引起了学术界对武侠小说的重视。孔曾在中央电视台《百家讲坛》节目主讲金庸和鲁迅，但《正说鲁迅》节目被指出存在多处错误。
香港《經濟日報》引述熟悉內情人士的人說，大陸不少學者早就指出，孔慶東之流根本不是什麼大陸左派代表人物，連稱為左派都不夠格，只不過是一個想紅的投機分子。

## 作品
- 《高考作文速成训练》，接力出版社，1994
- 《青楼文化》，中国经济出版社，1995
- 《议论文论据小词典》，接力出版社，1996
- 《超越雅俗——抗战时期的通俗小说》，北京大学出版社，1998
- 《谁主沉浮——1921年的文学》，山东教育出版社，1998
- 《〈连城诀〉评点》（与严家炎合评），文化艺术出版社，1998
- 《47楼207——北大醉侠的浪漫宣言》，内蒙古教育出版社，1998（初版）；中国友谊出版公司，2003（再版）[45]
- 《中国沦陷区文学大系·通俗小说卷》，广西教育出版社，1998
- 《审视中学语文教育》（与摩罗、余杰合编），汕头大学出版社，1999
- 《程小青代表作》，华夏出版社，1999
- 《空山疯语》，中国电影出版社，2000
- 《自己的园地——关于周作人》，北京广播学院出版社，2000
- 《中国现代文学史》（与程光炜等合著），中国人民大学出版社，2000（初版），2007（再版）
- 《井底飞天》，中国社会科学出版社，2001
- 《独立韩秋》，京华出版社，2002（因故绝版）
- 《酒徒——王安忆小说选》（与张祎林合选），江苏文艺出版社，2003
- 《通俗文学十五讲（合著）》，北京大学出版社，2003（初版）
- 《黑色的孤独》，中国友谊出版公司，2003
- 《金庸评传》，郑州大学出版社，2004
- 《口号万岁》，华龄出版社，2004[46]
- 《醉眼看金庸》（合著），中国社会科学出版社，2005
- 《四十不坏》，华文出版社，2005
- 《伟大的二重性格——解读鲁迅经典》，花山出版社，2005
- 《20世纪中国通俗文学史》（与范伯群、汤哲声合著），高等教育出版社，2006
- 《匹马西风》，新世界出版社，2006
- 《47楼万岁——孔庆东精选集》，知识出版社，2006
- 《笑书神侠》，中国海关出版社，2006
- 《千夫所指》（博客一集），中国长安出版社，2006
- 《江湖·侠客·情——走进金庸的〈笑傲江湖〉》，北京师范大学出版社，2007
- 《正说鲁迅》，中国海关出版社，2007
- 《孔庆东评点鲁迅小说》，辽宁人民出版社，2007
- 《孔庆东品读金庸侠语》，长江文艺出版社，2007
- 《温柔的嘹亮——北大醉侠演讲录》，长江文艺出版社，2007
- 《作文应该这样写》（合著），国际文化出版公司，2007
- 《生活的勇气》（博客二集），中国长安出版社，2007
- 《古龙一百句》（与庞书纬合著），复旦大学出版社，2008
- 《孔庆东文集》（12卷），重庆出版集团，2008
- 《脍炙人口》（博客三集），中国长安出版社，2008
- 《四十五岁风满楼》（博客四集），文化艺术出版社，2010
- 《百家讲坛》节目：《孔庆东看武侠小说》《正说鲁迅》《我读经典之〈论语〉》《老舍的幽默》